# Mercedes-Benz W140
Mercedes-Benz W140 — серия флагманских моделей S-класса немецкой торговой марки Mercedes Benz. Официальная презентация состоялась в марте 1991 года на Женевском автосалоне. Серия пришла на смену автомобилям Mercedes-Benz W126, которые, несмотря на свой коммерческий успех, морально и технически устарели к началу 90-х годов.
Новая модель принесла много новшеств серии: помимо более аэродинамичного корпуса, автомобиль имел уникальное двойное остекление, автоматически закрывающиеся двери и багажник, систему контроля климата, которая продолжала работать после отключения двигателя, а также хвостовые антенны, поднимавшиеся при включении заднего хода.
Как и его предшественник, автомобиль выпускался с короткой (SE/W140) и длинной (SEL/V140) колёсной базой, а также в версии двухдверного купе (SEC или С140) с октября 1992 года, позже выделенного в собственный CL-класс. В конце 1993 года как и все иные автомобили марки Mercedes-Benz модели S-класса была переименованы с использованием новой номенклатуры обозначений. Соответственно автомобили SE, SEL и SEC получили наименования с буквенно-цифровыми инвертированными обозначениями. Так, например, 500 SE стали именовать как S 500, а 500 SEL переименовали в S 500 L.
В 1999 году седан W140 S-класса был заменён на новое поколение флагманских моделей компании — серию Mercedes-Benz W220. Место купе занял новый автомобиль C215. Всего за время производства компания выпустила 432 732 экземпляров 140-й серии, включая 406 710 седанов и 26 022 купе.

## История

### Разработка
Разработка новой серии флагманских моделей немецкой марки Mercedes-Benz началась в 1981 году. Запуск производства был первоначально запланирован на октябрь 1989 года. Главным дизайнером выступал Бруно Сакко. Между 1982 и 1986 годами было разработано несколько конструкторских проектов. Окончательный вариант от Оливера Буле был утверждён 9 декабря 1986. Несколько прототипов были протестированы в начале 1987 года, а окончательный внешний дизайн был заморожен в 1987 году. Заявления на получение патентов были поданы 23 февраля 1988 года в Германии и 23 августа того же года в США. Перед началом производства внешний вид W140 был пересмотрен, что отразилось на решётке радиатора, которую сделали «утопленной» для всех моделей в отличие от плановой эксклюзивной решётки для топовой версии — особенность, которая впоследствии распространилась на остальную продукцию Mercedes-Benz.
В 1987 году в работе над проектом была произведена задержка в 18 месяцев, во время которой инженеры немецкого концерна работали над способами размещения двигателя V12 и применения высокоэффективной тормозной системы. Это привело к завершению окончательных опытно-конструкторских разработок в июне 1990 года. Экспериментальные производственные модели были выпущены с июня 1990 года по январь 1991 года. В это же время (1989 год) компания Lexus представила собственный роскошный седан LS 400. В ответ на качество и характеристики конкурентного автомобиля, концерн Daimler-Benz был вынужден сделать дальнейшие улучшения как раз перед началом производства в 1991 году, чтобы укрепить рыночную позицию W140, что привело к перерасходам бюджета и стоило карьеры главному инженеру Вольфгангу Питеру.

### Премьера
Седан Mercedes-Benz S320 (W140) 1994 года
16 ноября 1990 года компания Mercedes-Benz обнародовала планирующийся к выпуску автомобиль W140 через пресс-релиз, позже появившийся в нескольких февральских и мартовских выпусках журналов. Официальная презентация широкой публике состоялась на Женевском автосалоне в марте 1991 года. Первоначальная линейка модельной серии предлагалась в двух вариантах колёсной базы и с выбором из четырёх двигателей (итого восемь моделей). Первыми стали автомобили «300SE» и «300SEL», версии с удлинённой на 100 мм колёсной базой обозначались литерой "L" и были на 10 кг тяжелее. По всем остальным параметрам автомобили были идентичны. Седаны оснащались механической пятиступенчатой коробкой передач и шестицилиндровым силовым агрегатом M104E32 (104.990). Двигатель с рабочим объёмом 3,2 литра, разработанный в 1989 году, был впервые применён на W140. В апреле 1991 года флагманская серия была представлена в СССР на автомобильной выставке «Автосервис-91». Позже серия пополнилась традиционными для S-класса моделями с двигателями V8: «400SE» и «400SEL», и «500SE» и «500SEL». Пятилитровый агрегат М119 E50 (119.970) был запущен за два года до кузова W140, а его уменьшенная версия М119 E42 (119.971) с рабочим объёмом в 4,2 л дебютировала именно на нём. В стандартном оборудовании 8-цилиндровых версий присутствовала четырёхступенчатая АКП, а в комплектацию входили литые диски, шины размером 235/60ZR16 и большой список дополнительного оборудования.
Но наибольший интерес публики вызвал флагман нового поколения, у которого впервые в послевоенной истории марки был установлен шестилитровый 12-цилиндровый двигатель М120 E60 (120.980). Модели «600SE» и «600SEL» дали автомобилю неофициальное прозвище «шестисотый» в России. Для самой компании Mercedes-Benz число "600" было также отсылкой к легендарному лимузину W100 «600» (выпускался в 1964—1981 годах), конкуренту автомобилей не представительского, но т. н. высшего класса вроде Rolls-Royce Phantom V.
На Женевском автосалоне в марте 1992 года представили купе на платформе S-класса, получившее индекс С140. Как и предшественник (купе С126) автомобиль не имел средних стоек кузова. 6-цилиндровые двигатели на купе не ставились, предлагали только версии «500SEC» и «600SEC» с аналогичными седану двигателями и трансмиссией.
В целом седан и купе 140-й серии были положительно приняты публикой, что выразилось в статистике продаж. Однако их огромные габариты и стоимость более чем на четверть выше предшественника (от 90 тысяч DM для «300SE» до 200 тысяч немецких марок для «600SEC») вызвали и свою долю критики.
Уже в октябре 1992 года на Парижском автосалоне появились две бюджетные (в рамках серии) модели. Первая из них, «300SE 2.8», оснащалась аналогичным «300SE» двигателем, но с уменьшенным до 2,8 литров рабочим объёмом (M104 E28, 104.944), и аналогичной МКП. На вторую модель, «300SD Turbo», устанавливался турбодизельный 3,5-литровый шестицилиндровый силовой агрегат OM603 D35A (603.971) мощностью 150 лошадиных сил. По сложившейся с 1978 года традиции дизельные модели S-класса были предназначены только для экспорта в Северную Америку, что объясняло некоторые особенности их комплектации (например АКП входила в стандартное оборудование как на более дорогих версиях). Первые партии автомобилей, выпущенных в октябре 1991 года, действительно отправились через Атлантику. Но в сентябре 1992 года руководство концерна Daimler-Benz приняло решение сделать модель доступной и на других рынках, в том числе и для Германии. В основном она закупалась для служебных целей компаниями и таксопарками. Ввод более жёстких нормативов по выхлопным газам принудил Mercedes-Benz снизить мощность всех остальных двигателей путём ограничения впрыска на больших оборотах. На динамических характеристиках это почти не сказалось, зато привело к улучшению показателей по расходу топлива. Появление бюджетных представителей S-класса позволило улучшить штатные комплектации более дорогих версий и отказаться от механических коробок передач на «300SE» и «300SEL» с января 1993 года; шины 225/60R16 заменили на 235/60R16.
В июне 1993 года компания Mercedes-Benz приняла новую систему именования моделей, которая берёт за основу буквы (одну, две или три, некоторые сочетания при этом являются аббревиатурами), так называемый «класс» и цифры, по-прежнему обозначающие рабочий объём двигателя. Все модификации W140 были переименованы согласно новой системе: «300SD Turbo» стал «S350 Turbodiesel», «300SE 2.8» → «S280», «300SE» → «S320», «400SE» → «S420», «500SE» и «500SEC» → «S500», «600SE», «600SEC» → «S600». Литера L перешла в конец наименования модели: «300SEL» → «S320L»; «400SEL» → «S420L»; «500SEL» → «S500L», «600SEL» → «S600L» (не путать с моделью SL600!). Модели 600SE/600SEL/600SEC/S600/SL600/CL600 имели обозначение V12 на задней дверной стойке; данное обозначение ставилось даже в том случае, если на крышке багажника отсутствовало наименование модели (как это было в случае, если автомобиль изготавливался на заказ); таким образом, автомобили 600-й модели всегда можно было отличить от остальных моделей. Помимо этого компания Mercedes-Benz снизила клиренс автомобиля на 6—9 мм в зависимости от модели. Это позволило увеличить прижимную силу и снизить расход топлива. Однако превращение «300SE» и «300SEL» в «S320» коснулось не только нового имени. Так, система питания LH-Jetronic заменила ниточный датчик массового расхода воздуха на новый, так называемый «плёночный», который появился ещё на модели 104.944 двигателя M104 E28. Были представлены впускной коллектор с переменным резонансом и система непосредственного впрыска с датчиком потока горячего воздуха. Новый силовой агрегат М104 E32 получил заводской индекс 104.994. Доработанный двигатель теперь имел более высокий крутящий момент при более низких оборотах.

### Рестайлинг

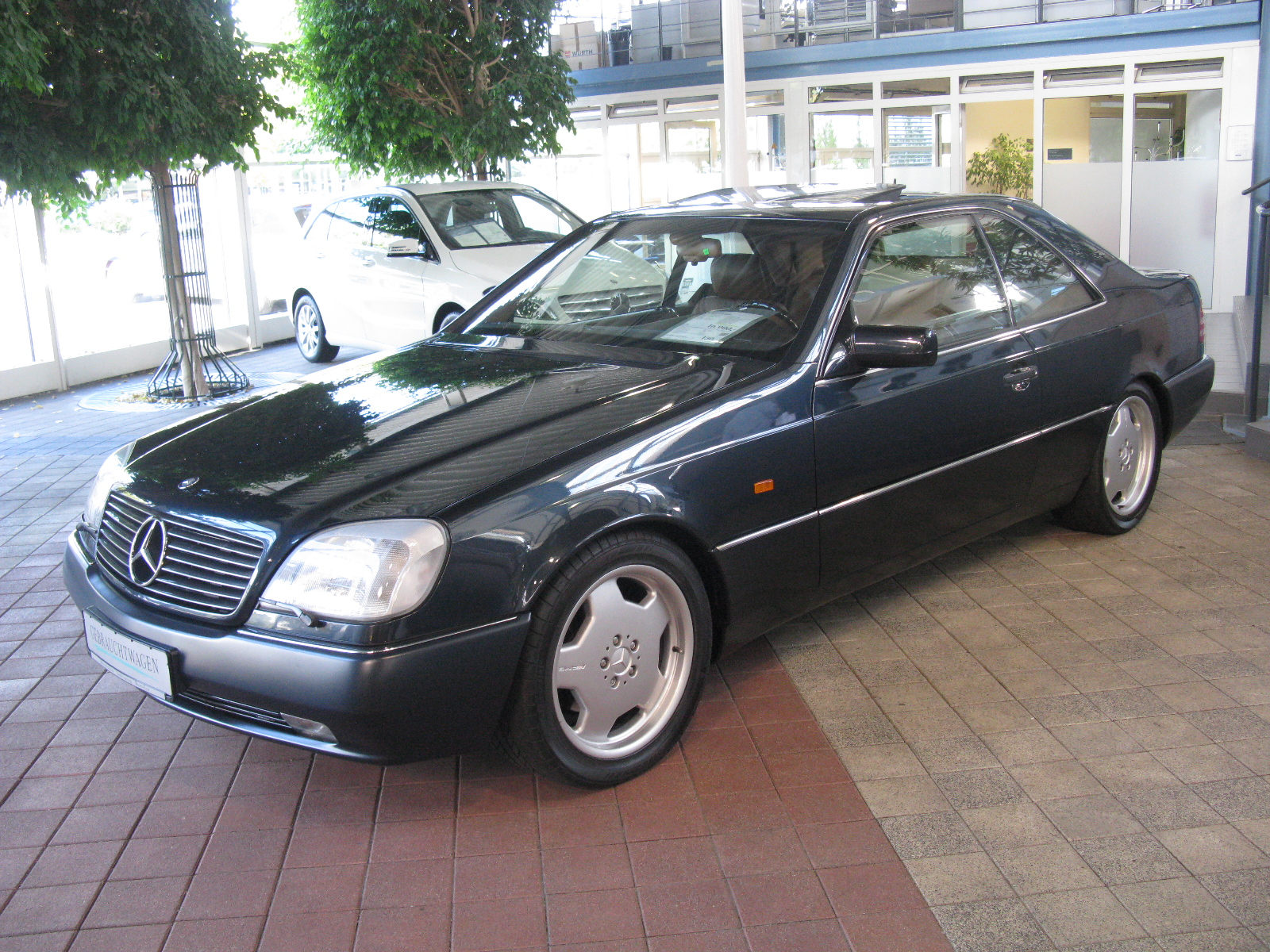
Купе Mercedes-Benz S420 (C140)

1994 год принёс ряд изменений в серию. За первые три года производства, несмотря на высокую оценку покупателей, высокая цена автомобиля не позволяла достигнуть уровня продаж предшественника W126, поэтому немецкая компания приняла ряд мер по её снижению. В феврале модельный ряд купе С140 дополнили облегчённой моделью «S420» (в этот период купе C140 ещё не успели выделить в CL-класс). В марте седан подвергся рестайлингу. Внешне автомобиль изменил оранжевые стёкла указателей поворота на прозрачные, а сзади получил новые фонари. Помимо этого, инженеры уменьшили клиренс автомобиля, а дизайнеры приняли решение окрашивать матовые пластиковые бамперы в цвет кузова. Внутри автомобиль получил обновлённую электронику и новый салон. А флагманский седан S600 отныне можно было отличить по слегка видоизменённой решётке радиатора. Обновление также затронуло и двигатели конфигурации V8 и V12. Силовой агрегат М119 получил новый коленчатый вал, оптимизированный контроль клапанов, более лёгкие поршни, индивидуальные катушки зажигания для каждого цилиндра и оптимизированный блок управления двигателем. Последние два изменения также затронули и M120. Вместе с новой более компактной и лёгкой АКП с электронным блоком управления и введением пятой, повышенной передачи с блокировочным механизмом в гидротрансформаторе расход топлива снизился на 7 %, а выброс вредных газов — на 40 % без ухудшения динамических качеств. После рестайлинга на борту автомобиля появилось множество дополнительных электронных систем, включая систему стабилизации ESP и боковые подушки безопасности, а двигатели сменили систему управления на Motronic 2.0 и приобрели фазовращатель на впуске.
Последние изменения произошли в июне 1996 года. Купе подвергся аналогичному обновлению седана 1994 года. В это же время руководство компании приняло решение о дальнейшем развитии своей системы классификации и отделило С140 в новый CL-класс (CL — нем. Comfort Leicht или «Лёгкий Комфортный»). Многие обновления купе также перенеслись на седан, например, отказ от выдвижных антенн в задних крыльях, помогавших ориентироваться при парковке. Их заменили на радарную систему парковки — Parktronic. Также появился GPS-приёмник — система спутниковой навигации «Auto Pilot System (APS)». Одновременно модель S350 Turbodiesel была заменена на S300 Turbodiesel с новым трёхлитровым турбодизелем ОМ606. Рабочий объём уменьшился, зато двигатель имел вдвое больше клапанов и турбонаддув c  промежуточным охлаждением, что, помимо снижения расхода топлива, улучшило динамические характеристики автомобиля. Среди новшеств 1996 года также присутствовали новые колёса с шестью отверстиями вместо восьми, использовавшихся ранее.
С декабря 1996 года для моделей S280 и S320 с автоматической коробкой передач стала доступна электронная система стабилизации ESP. В то же время состоялся дебют новой дополнительной активной функции безопасности — системы Brake Assist, которая распознавала ситуации экстренного торможения и увеличивала тормозное усилие, уменьшая тормозной путь. Данная технология стала устанавливаться в качестве стандарта на всех моделях 129 и 140 серий.

### Завершение производства
В июле 1998 года было принято решение сворачивать производство, а 25 августа остановился конвейер. Официально выпуск автомобилей окончился в 1999 году. Тем не менее, мелкосерийное производство продолжалось вплоть до начала 2000 года, это были спецсерии: бронированные Sonderschutz и удлинённые лимузины Pullman. В конце 1998 года на смену S-классу W140 пришёл новый автомобиль Mercedes-Benz W220, а купе, выделенное в 1996 году в отдельный CL-класс, заменила модель Mercedes-Benz C215.
Обновления и увеличенные объёмы производства и продаж к концу 1990-х годов так и не помогли W140 повторить успех модели W126. Количество выпущенных единиц серии составило чуть более 400 тысяч для 140-й серии против более 800 тысяч 126-й. Тем не менее, значение S-класса W140 для марки Mercedes-Benz сложно переоценить. Один из самых крупных и тяжелых автомобилей автомобиль-символ и эталон представительского класса (сегмент F) задал своеобразный стандарт и утвердил лидерство немецкого бренда в сегменте на годы вперёд. В печатном издании «Frankfurter Allgemeine Zeitung» от 25 августа 1998 года под заголовком «Конец хорошего патриарха» прозвучало сентиментальное прощание следующего содержания: «S-класс всегда был лучше, чем его репутация». В этот некролог, написанный Вольфгангом Петерсом, вошли следующие строки: «... Никакая другая машина не предлагала такой комфорт и подвеску для езды, и ни один другой автомобиль в этой категории не мог бы управляться с такой безопасностью и с такой маневренностью в одно и то же время. S-класс был гигантом, которого учили танцевать на пальцах ног».

## Описание

### Экстерьер
Как и в случае с первым представителем S-класса (Mercedes-Benz W116), общий стиль новой флагманской модели перекликался с дизайном новейшего родстера SL с индексом R129 – в частности, у них было схожее решение передней части с решёткой радиатора, интегрированной в капот. Модель сохранила традиционные для творений Бруно Сакко элементы дизайна и отлично вписалась в модельную гамму продукции компании, состоявшую на тот момент из моделей Mercedes-Benz W201 и Mercedes-Benz W124 (Е-класс). Впервые фирменную трёхлучевую эмблему перенесли с решётки радиатора на сам капот в виде и слегка сместили назад. Благодаря тщательной проработке и многочисленным продувкам автомобиль не имел резких переходов между поверхностями и потому отличался невысоким коэффициентом аэродинамического сопротивления (Сх=0,31).

### Двигатели

#### Бензиновые

##### Шестицилиндровые

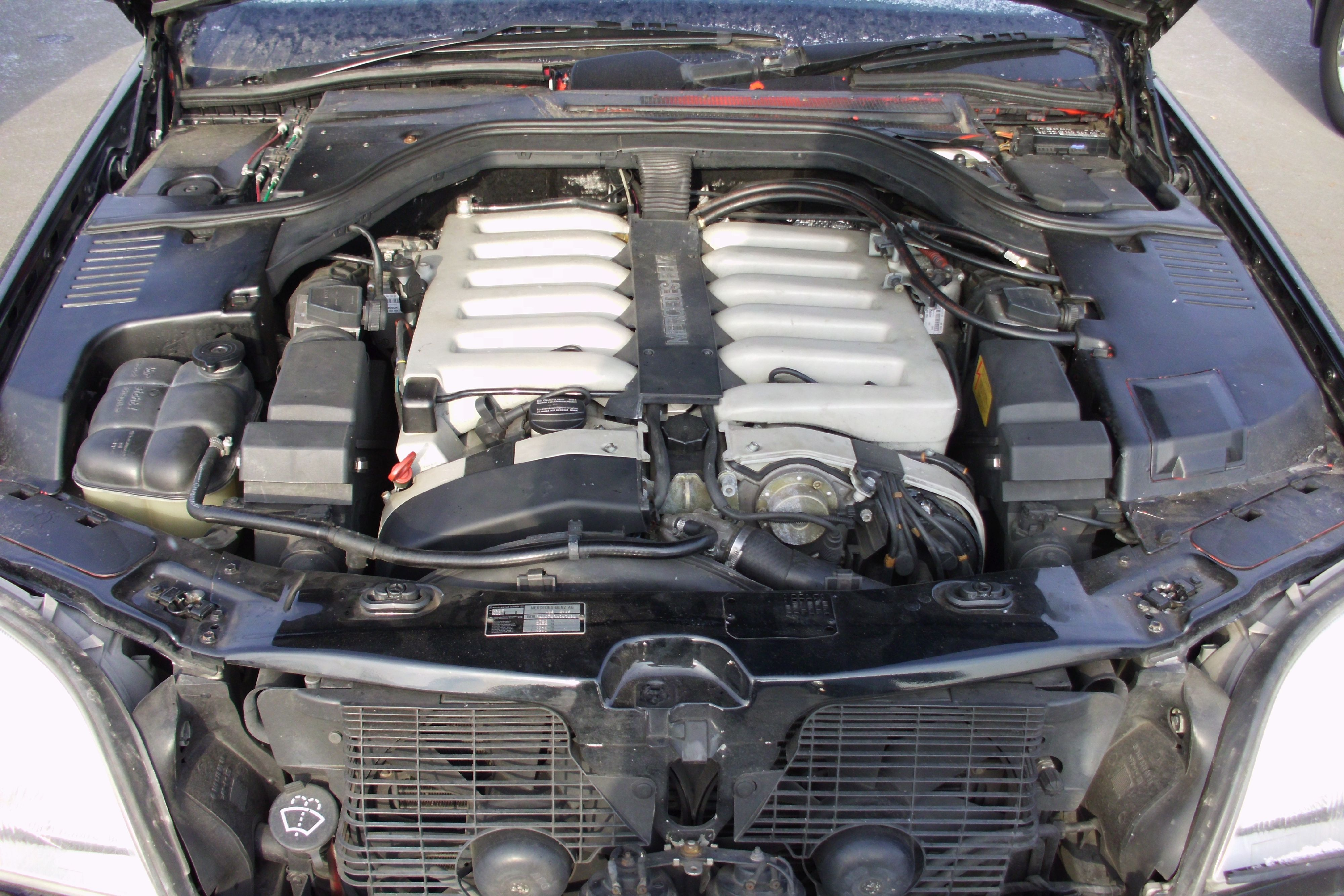
V12 двигатель M120 E60 (1994), 290 кВт (394 л. с.)

| Модель                           | 300 SE 2.8                          | S 280                                   | 300 SE                              | S 320                               |
| Годы производства                | 1992–1993                           | 1993–1998                               | 1991–1993                           | 1993–1998                           |
| Характеристики                   |                                     |                                         |                                     |                                     |
| Двигатель                        | M 104 E28                           | M 104 E28                               | M 104 E32                           | M 104 E32                           |
| Конфигурация                     | R6, бензиновый                      | R6, бензиновый                          | R6, бензиновый                      | R6, бензиновый                      |
| Количество клапанов на цилиндр   | 4                                   | 4                                       | 4                                   | 4                                   |
| Клапанный механизм               | DOHC, цепь                          | DOHC, цепь                              | DOHC, цепь                          | DOHC, цепь                          |
| Система питания                  | впрыскивание во впускном коллекторе | впрыскивание во впускном коллекторе     | впрыскивание во впускном коллекторе | впрыскивание во впускном коллекторе |
| Оснащение                        | —                                   | —                                       | —                                   | —                                   |
| Диаметр цилиндра × ход поршня    | 89,9 × 73,5 мм                      | 89,9 × 73,5 мм                          | 89,9 × 84,0 мм                      | 89,9 × 84,0 мм                      |
| Рабочий объём                    | 2799 см3                            | 2799 см3                                | 3199 см3                            | 3199 см3                            |
| Степень сжатия                   | 10,0:1                              | 10,0:1                                  | 10,0:1                              | 10,0:1                              |
| Мощность                         | 142 кВт (193 л. с.) при 5500 об/мин | 142 кВт (193 л. с.) при 5500 об/мин     | 170 кВт (231 л. с.) при 5800 об/мин | 170 кВт (231 л. с.) при 5600 об/мин |
| Крутящий момент                  | 270 Н·м при 3750 об/мин             | 270 Н·м при 3750 об/мин                 | 310 Н·м при 4100 об/мин             | 315 Н·м при 3750 об/мин             |
| Экологический стандарт           | Евро-1                              | Евро-1                                  | Евро-1                              | Евро-1                              |
| Доп-ные данные                   |                                     |                                         |                                     |                                     |
| Максимальная скорость            | 215 км/ч (210 км/ч/ 210 км/ч)       | 215 км/ч (210 км/ч/ 210 км/ч/ 210 км/ч) | 230 км/ч (225 км/ч/ 225 км/ч)       | 225 км/ч/ 225 км/ч (225 км/ч)       |
| Скорость разгона с 0 до 100 км/ч | 11,0 с (11,0 с/ 11,0 с)             | 10,8 с (10,6 с/ 10,6 с/ 10,6 с)         | 8,9 с (8,6 с/ 8,6 с)                | 8,9 с/ 8,9 с (8,9 с)                |
| Расход топлива на 100 км         | 11,6 л (11,8 л/ 11,4 л)             | 10,6 л (11,6 л/ 10,7 л/ 10,0 л)         | 11,6 л (12,3 л/ 11,1 л)             | 12,3 л/ 11,3 л (11,1 л)             |
| Средний выброс CO2               | 275 г/км (280 г/км/ 270 г/км)       | 275 г/км (280 г/км/ 270 г/км/ 263 г/км) | 306 г/км (303 г/км/ 289 г/км)       | 282 г/км/ 268 г/км (273 г/км)       |

##### Восьмицилиндровые
| Модель                           | 400 SE                              | S 420                               | 500 SE                              | S 500                               |
| Годы производства                | 1991–1993                           | 1993–1998                           | 1991–1993                           | 1993–1998                           |
| Характеристики                   |                                     |                                     |                                     |                                     |
| Двигатель                        | M 119 E42                           | M 119 E42                           | M 119 E50                           | M 119 E50                           |
| Конфигурация                     | V8, бензиновый                      | V8, бензиновый                      | V8, бензиновый                      | V8, бензиновый                      |
| Количество клапанов на цилиндр   | 4                                   | 4                                   | 4                                   | 4                                   |
| Клапанный механизм               | 2 × DOHC, цепь                      | 2 × DOHC, цепь                      | 2 × DOHC, цепь                      | 2 × DOHC, цепь                      |
| Система питания                  | впрыскивание во впускном коллекторе | впрыскивание во впускном коллекторе | впрыскивание во впускном коллекторе | впрыскивание во впускном коллекторе |
| Оснащение                        | —                                   | —                                   | —                                   | —                                   |
| Диаметр цилиндра × ход поршня    | 92,0 × 78,9 мм                      | 92,0 × 78,9 мм                      | 96,5 × 85,0 мм                      | 96,5 × 85,0 мм                      |
| Рабочий объём                    | 4196 см3                            | 4196 см3                            | 4973 см3                            | 4973 см3                            |
| Степень сжатия                   | 10,0:1                              | 11,0:1                              | 10,0:1                              | 10,0:1                              |
| Мощность                         | 210 кВт (286 л. с.) при 5700 об/мин | 205 кВт (279 л. с.) при 5700 об/мин | 240 кВт (326 л. с.) при 5700 об/мин | 235 кВт (320 л. с.) при 5600 об/мин |
| Крутящий момент                  | 410 Н·м при 3900 об/мин             | 400 Н·м при 3900 об/мин             | 480 Н·м при 3900 об/мин             | 470 Н·м при 3900 об/мин             |
| Экологический стандарт           | Евро-1                              | Евро-1                              | Евро-1                              | Евро-1                              |
| Доп-ные данные                   |                                     |                                     |                                     |                                     |
| Максимальная скорость            | 245 км/ч                            | 245 км/ч                            | 250 км/ч                            | 250 км/ч                            |
| Скорость разгона с 0 до 100 км/ч | 7,6 с                               | 8,3 с/ 8,3 с                        | 6,7 с                               | 7,3 с/ 7,3 с                        |
| Расход топлива на 100 км         | 12,2 л                              | 11,7 л/ 11,2 л                      | 12,3 л                              | 11,9 л/ 11,5 л                      |
| Средний выброс CO2               | 308 г/км                            | 296 г/км 270 г/км                   | 320 г/км                            | 308 г/км 287 г/км                   |

##### Двенадцатицилиндровые
| Модель                           | 600 SE                              | S 600                               |
| Годы производства                | 1991–1993                           | 1993–1998                           |
| Характеристики                   |                                     |                                     |
| Двигатель                        | M 120 E60                           | M 120 E60                           |
| Конфигурация                     | V12, бензиновый                     | V12, бензиновый                     |
| Количество клапанов на цилиндр   | 4                                   | 4                                   |
| Клапанный механизм               | 2 × DOHC, цепь                      | 2 × DOHC, цепь                      |
| Система питания                  | впрыскивание во впускном коллекторе | впрыскивание во впускном коллекторе |
| Оснащение                        | —                                   | —                                   |
| Диаметр цилиндра × ход поршня    | 89,0 × 80,2 мм                      | 89,0 × 80,2 мм                      |
| Рабочий объём                    | 5987 см3                            | 5987 см3                            |
| Степень сжатия                   | 10,0:1                              | 10,0:1                              |
| Мощность                         | 300 кВт (408 л. с.) при 5200 об/мин | 290 кВт (394 л. с.) при 5200 об/мин |
| Крутящий момент                  | 580 Н·м при 3800 об/мин             | 570 Н·м при 3800 об/мин             |
| Экологический стандарт           | Евро-1                              | Евро-1                              |
| Доп-ные данные                   |                                     |                                     |
| Максимальная скорость            | 250 км/ч                            | 250 км/ч/ 250 км/ч                  |
| Скорость разгона с 0 до 100 км/ч | 6,0 с                               | 6,6 с/ 6,6 с                        |
| Расход топлива на 100 км         | 13,7 л                              | 13,7 л/ 12,5 л                      |
| Средний выброс CO2               | 365 г/км                            | 365 г/км 337 г/км                   |

#### Дизельные
| Модель                           | 300 SD Turbo                        | S 350 Turbodiesel                   | S 300 Turbodiesel                   |
| Годы производства                | 1992–1993                           | 1993–1996                           | 1996–1998                           |
| Характеристики                   |                                     |                                     |                                     |
| Двигатель                        | OM 603 D35 A                        | OM 603 D35 A                        | OM 606 D30 LA                       |
| Конфигурация                     | R6, дизельный                       | R6, дизельный                       | R6, дизельный                       |
| Количество клапанов на цилиндр   | 2                                   | 2                                   | 4                                   |
| Клапанный механизм               | OHC, цепь                           | OHC, цепь                           | DOHC, цепь                          |
| Система питания                  | впрыскивание топлива в предкамеру   | впрыскивание топлива в предкамеру   | впрыскивание топлива в предкамеру   |
| Оснащение                        | турбонагнетатель                    | турбонагнетатель                    | турбонагнетатель, интеркулер        |
| Диаметр цилиндра × ход поршня    | 89,0 × 92,4 мм                      | 89,0 × 92,4 мм                      | 87,0 × 84,0 мм                      |
| Рабочий объём                    | 3449 см3                            | 3449 см3                            | 2996 см3                            |
| Степень сжатия                   | 22,0:1                              | 22,0:1                              | 22,0:1                              |
| Мощность                         | 110 кВт (150 л. с.) при 4000 об/мин | 110 кВт (150 л. с.) при 4000 об/мин | 130 кВт (177 л. с.) при 4400 об/мин |
| Крутящий момент                  | 310 Н·м при 2000 об/мин             | 310 Н·м при 2000 об/мин             | 330 Н·м при 1600–3600 об/мин        |
| Экологический стандарт           | Евро-1                              | Евро-1                              | Евро-1                              |
| Доп-ные данные                   |                                     |                                     |                                     |
| Максимальная скорость            | 185 км/ч                            | 185 км/ч                            | 206 км/ч                            |
| Скорость разгона с 0 до 100 км/ч | 12,9 s                              | 12,9 s                              | 11,2 с                              |
| Расход топлива на 100 км         | 9,7 л                               | 9,7 л                               | 8,1 л                               |
| Средний выброс CO2               | 257 г/км                            | 257 г/км                            | 236 г/км                            |

## Особенности автомобиля

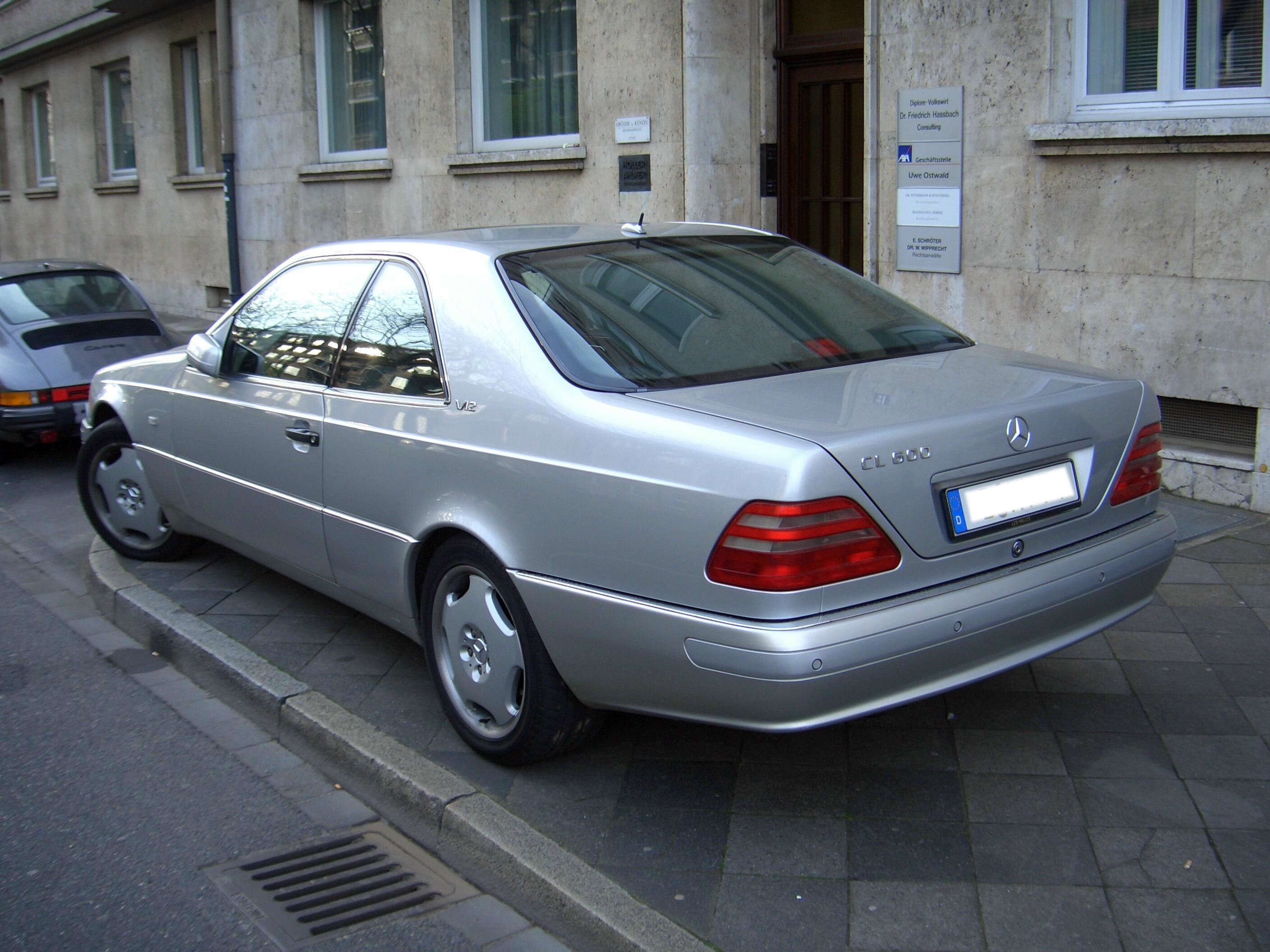
Последние модели 140-х имели системы радарных датчиков для парковки и GPS-приёмник для навигации

Автомобиль Mercedes-Benz W140 принёс целый ряд новшеств не только марке, но и всему автомобильному миру. В плане комфорта  данная модель — одна из немногих, на которой была применена система двойного остекления. Это гарантированно изолировало пассажиров от внешнего шума, а также надёжно противостояло конденсации. Электрификации подверглись практически все элементы модели — приводы стёкол, зеркал, шторки, сидений и подголовников. Помимо этого, боковые стёкла при встрече постороннего предмета (например, детской руки) во время подъёма автоматически останавливались. Также на W140 впервые в Европе применили систему электрического управления салонным зеркалом (на полтора года ранее, в мае 1990 года, такая же система появилась в Японии, на Mitsubishi Diamante), а боковые автоматически складывались изнутри. Уникальность ранних серий 140-го подчёркивается задними антеннами, которые поднимались при включении заднего хода и помогали при парковке шоферу, что было необходимо из-за больших габаритов автомобиля. Одной из главных особенностей нового S-класса стали пневматические доводчики, которые автоматически закрывали двери.
Седаны представительских автомобилей чаще всего предназначаются для пассажира, поэтому особое внимание к комфорту получают задние места. Все сиденья в салоне W140 получили память и подогрев, а на заказ были доступны ортопедические кресла с подкачкой сегментов. Удлиненная база автомобилей W140 начиналась от задней спинки переднего места и обеспечивала пассажиру ещё 10 дополнительных сантиметров для коленок. А вот купе С140 наоборот были больше сфокусированы на комфорт и удобство водителя и переднего пассажира.

## Технологические прорывы
С точки зрения технологий, Mercedes-Benz W140 послужил мостом между автомобилями механической эпохи и компьютерной. Поэтому за свои семь лет производства автомобили ранних и поздних серий радикально отличались в комплектации. Так, в 1996 году вся серия получила новую тормозную систему «Brake Assist» (BAS), которая при резком торможении задействовала и задние колёса. Также на автомобилях появилась компьютерная система стабилизации ESP (стандарт для моделей S600 и опция для моделей с двигателями V8), которая впоследствии по лицензии выпускалась для других автомобильных производителей. Впервые были применены боковые надувные подушки безопасности. В качестве дополнительных опций предлагались система управления голосом «Linguatronic» (с 1996), парковочные радары (с 1995) и функция автоматического вызова экстренных служб с механизмом отслеживания местонахождения автомобиля «Tele-Aid» (с 1997)
Репутация безопасности автомобиля сильно пострадала после того, когда в августе 1997 года в нём насмерть разбились три человека, включая принцессу Диану. Автомобиль «S280» ударился в колонну Парижского путепровода на скорости свыше 100 км/ч. Компания Mercedes-Benz позже заявила, что никакая конструкция автомобиля не сможет обеспечить безопасность при нетрезвости водителя, нарушении правил дорожного движения (50 км/ч в Париже) которые и стали причиной аварии, а также отказе пассажиров пристёгиваться ремнями безопасности, что могло бы спасти их от гибели.

## Особые модели

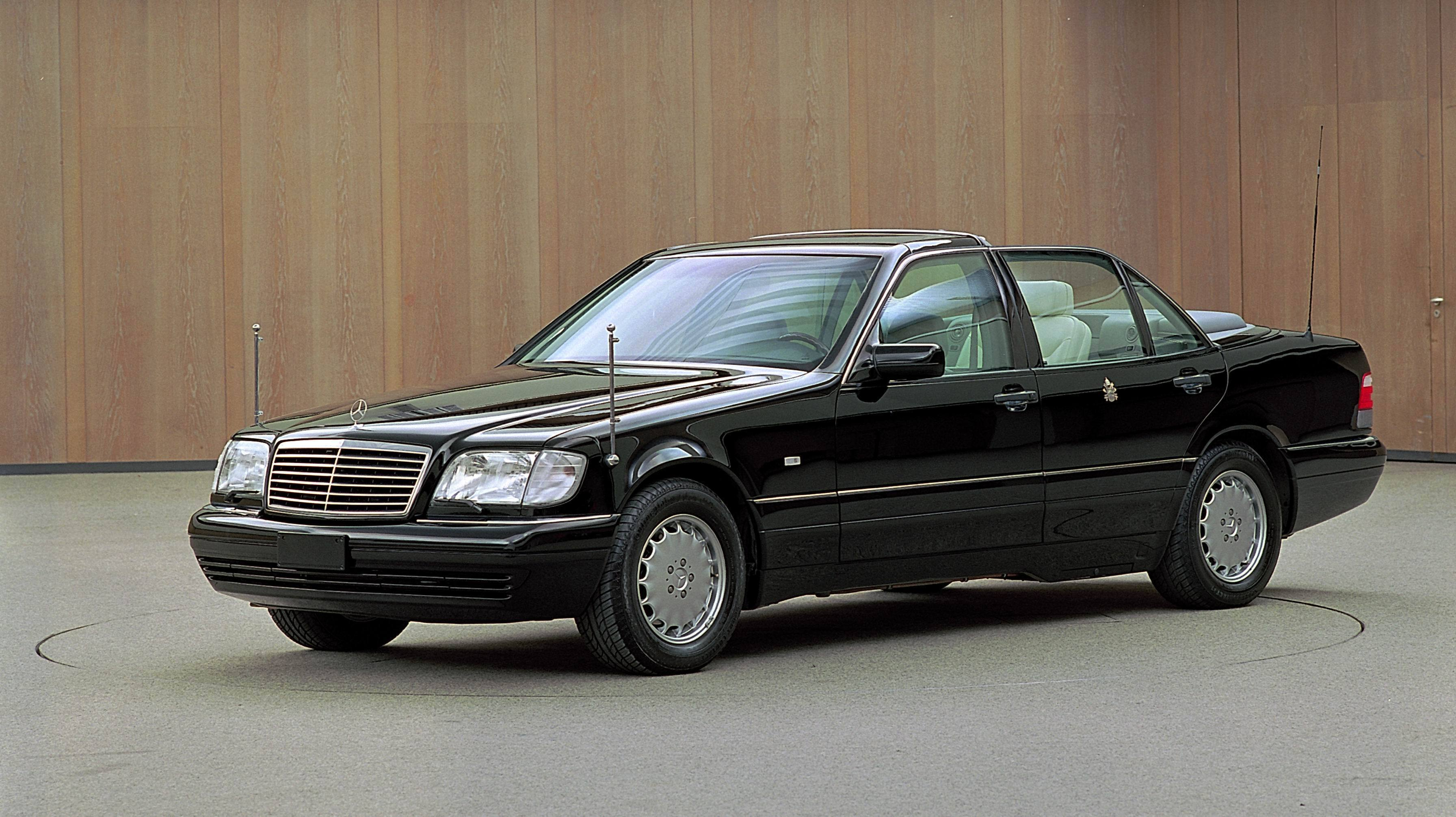
Ландоле для Папы Римского

Помимо стандартных моделей линейки описанной выше, W140 имел множество мелкосерийных модификаций. Уже в феврале 1992 году на базе «500SEL» и «600SEL» появилась бронированная спецсерия «Sonderschutz» (пер: спецзащита) класса B6+/B7 с бронированными окнами, встроенными плитами, специальными шинами CT265/40R500 114H. Автомобиль стал на полторы тонны тяжелее. Другой особой серией являются лимузины Pullman. Удлинением автомобилей марки Mercedes-Benz традиционно занималась фирма Binz, однако в июле 1996 года концерн Daimler-Benz самостоятельно стал принимать заказы на S600, модифицируя W140 и добавляя вставку длиной в целый метр. С июля 1997 года лимузин Pullman стал доступен и на базе W140 S500. Ещё раньше, в сентябре 1995 года, появился так называемый «Pullman-Sonderschutz» — бронированный лимузин, который совместил оба направления. Работа над данной модификацией была ручная и трудоёмкая, оформлялась только по индивидуальной договорённости с клиентом (поэтому цена официально не называлась) и могла занять до двух лет. Именно поэтому последние модели W140, которые покинули производственные мощности компании, появились только в марте 2000 года. А в марте 1997 года была собрана самая уникальная модификация W140 S500 — специально для Ватикана был построен ландо «Папамобиль» для перевозки Папы Римского. Если ландо собрали в едином экземпляре, то точное число броневиков и лимузинов неизвестно, так как по документам они проходили как стандартные «пятисотые» и «шестисотые».
Если сама компания Mercedes-Benz остановилась на данных модификациях, то независимые тюнинг-ателье создали множество интересных моделей. Как раз за время выпуска серии W140 немецкий концерн сблизился c независимой фирмой AMG. Когда компания сама прекратила участие в автоспорте в конце 1950-х годах, в 1967 году энтузиасты-инженеры в Аффальтербахе образовали фирму, которая специализировалась преобразованием серийных автомобилей Mercedes-Benz в гоночные и выступала на них в разных лигах автоспорта, главным образом в DTM. Но при этом не ограничивалась своими деталями для автоспорта и продавала их частным клиентам. К началу 1990-х годов бизнес расширился до таких масштабов, что в ходе упомянутых маркетинговых преобразований Mercedes-Benz начала и середины 90-х, в начале 1993 года было заключено соглашение с фирмой AMG, которая стала официальным тюнером и дорабатывала стандартные модели, которые потом сама компания продавала в дилерских сетях. Появление двигателя V12 M120 дало возможность ателье AMG создать целый ряд модификаций как для своего автомобиля CLK GTR, так и для автомобилей Pagani Zonda. Хотя сам двигатель имел внушительные характеристики, для данных Суперкаров, потребовалось их существенно доработать, создав ряд модификаций рабочим объёмом в 6,9, 7,1 и 7,3 литра. Mercedes-Benz W140 для спортивных целей никак не годился, но в 1997 году Султан Брунея Хассанал Болкиах, известный своей страстью к коллекционированию автомобилей, сделал у AMG необычный заказ на 15 автомобилей. В результате получился своеобразный универсал (на базе разработанных прототипов для карет скорой помощи) с передом от купе C140. Но под капотом устанавливался двигатель V12 с рабочим объёмом в 7,3 литра, идентичный тому, которым оснащались модели Pagani Zonda. Хотя Болкиах позже уменьшил заказ до десяти машин, AMG переделала ещё восемь S600 в S73T. А одновременно предоставило возможность уже в частном порядке доработать S600 и CL600 в S73 и CL73 соответственно.
Иные фирмы также создали ряд модификаций для W140: Brabus удлинил на полметра W140, создав шестиместный лимузин; Lumano убрал с C140 крышу создав полноценный кабриолет, а Zagato наоборот превратил его в трёхдверный лифтбэк. Удлинённые лимузины также были построены фирмой Caro и Binz. А Carat Duchatelet создавала «Pullman-Sonderschutz» в своём исполнении.

## Оценка

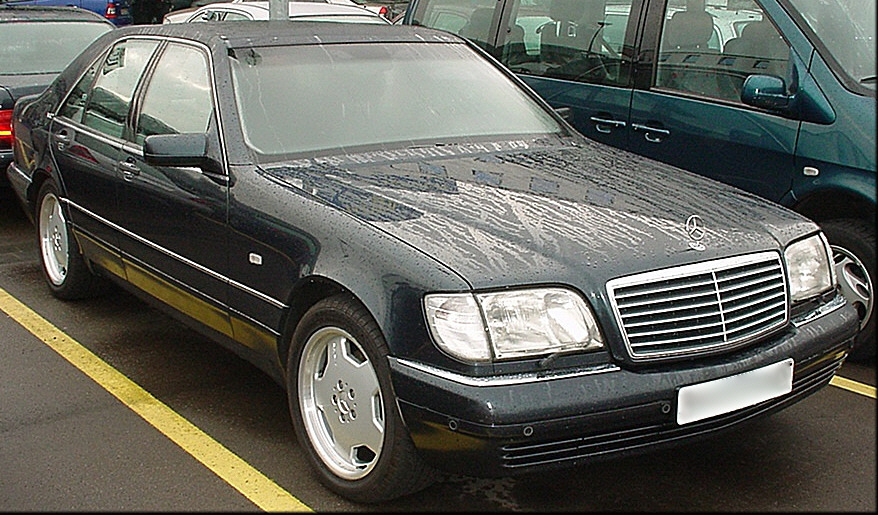
В России 1990-х годов «Шестисотые Мерины» стали образом новой элиты и криминала

Для многих автовладельцев модель W140 стала последней из «старых» Мерседесов, где высокое качество и комфорт опирались на технологические новшества, не принимая во внимание расходы и экономию. В самой Германии и Западной Европе ему так и не удалось повторить успех своего предшественника: всего было выпущено 432 732 автомобиля, в том числе 26 022 купе. Для сравнения — W126-х было выпущено в два раза больше. Но те покупатели, которые могли себе позволить этот автомобиль, оставались очень довольны высоким качеством. Многие полагают, что 140-я модель подняла уровень S-класса из просто полноразмерного седана в представительский лимузин и фактически являлась идеологическим преемником легендарного лимузина W100 600, о чём свидетельствует флагман S-класса W140 600SEL/S600.
Последняя цифра для российского рынка оказалась исторической. Ведь серийное производство 140-х началось в 1991 году, когда распался СССР, и флагман престижной немецкой марки мигом стал необходимостью для российского правящего класса (т. н. новых русских), отсюда и знаменитое прозвище «шестисотый». После снятия автомобиля с производства S-класс вернулся к своим корням полноразмерного седана, а новым флагманом марки Mercedes-Benz стали роскошные лимузины W240 дочерней фирмы Maybach.

## Производство и продажи

### Производство
Сборка автомобилей Mercedes-Benz W140 осуществлялась на заводе в Штутгарте, Германия. Стоимость базовой модификации S280 на 1995 год составляла 90 604 немецких марок, дизельной S350 Turbodiesel — 90 908, флагманской S600 — 206 023 со стандартной колёсной базой и 210 220 с удлинённой. Цена на купе S420 C составляла 151 225 марок, а цена топовой двухдверной модели S600 C равнялась 226 435 марок.

### Продажи
Статистика продаж автомобилей серии W140 по странам выглядит следующим образом:
| Календарный год | Германия | Россия | Франция | США    | Нидерланды |
| --------------- | -------- | ------ | ------- | ------ | ---------- |
| 1991            | 20 034   | —      | 1160    | 18 159 | —          |
| 1992            | 22 624   | н/д    | 1039    | 18 788 | 642        |
| 1993            | 15 796   | н/д    | 992     | 15 630 | 428        |
| 1994            | 14 492   | н/д    | н/д     | 16 389 | 493        |
| 1995            | 13 528   | 503    | н/д     | 17 754 | 546        |
| 1996            | 11 336   | 289    | н/д     | 17 317 | 362        |
| 1997            | 9482     | 283    | н/д     | 16 119 | н/д        |
| 1998            | 8947     | 341    | н/д     | 15 010 | 212        |

### Основная
- 140 series S-Class Saloons, 1991-1994 (англ.). Публичный электронный архив Mercedes-Benz. Дата обращения: 21 апреля 2017. Архивировано из оригинала 21 апреля 2017 года.
- 140 series S-Class Saloons, 1994-1998 (англ.). Публичный электронный архив Mercedes-Benz. Дата обращения: 21 апреля 2017. Архивировано из оригинала 21 апреля 2017 года.
- Barrett Frank. Illustrated Buyer's Guide Mercedes-Benz. — 2-е изд. — Осеола, США: MBI Publishing, 1998. — (Motorbooks International Illustrated Buyer's Guide серия). — ISBN 0760304513.
- Clarke R.M. Mercedes AMG Gold Portfolio 1983-1999. — Cobham, Сюррей, Великобритания: Brooklands Books, 2007. — (Road Test Portfolio серия). — ISBN 9781855207455.
- Engelen Günter. Mercedes-Benz Personenwagen Band 3 Seit 1986. — Штутгарт, Германия: Motorbuch Verlag, 2002. — ISBN 3613021692.
- Häußermann Martin. Mercedes-Benz S-Class: The brochures since 1952. — Билефельд, Германия: Delius Klasing, 2006. — (Archive edition of the DaimlerChrysler Group Archive). — ISBN 3768817202.
- Häußermann Martin. Mercedes-Benz – The Large Coupés: The brochures since 1951. — Билефельд, Германия: Delius Klasing, 2006. — (Archive edition of the DaimlerChrysler Group Archive). — ISBN 3768818330.
- Heribert Hofner. Die S-Klasse von Mercedes-Benz: von der Kultur des Fahrens. — Augsburg: Bechtermünz Verlag, 1997. — ISBN 3-86047-589-4.
- Hofner Heribert, Schrader Halwart. Mercedes-Benz Automobile Band 2: von 1964 bis heute. — Кёнигсвинтер, Германия: Heel, 2005. — ISBN 3898804194.
- William Jeanes. Mercedes-Benz 300SE // Car and Driver. — 1993. — Март. — С. 126–127.
- Kittler Eberhard. Typenkompass Mercedes-Benz Band 2. Personenwagen seit 1976. — Штутгарт, Германия: Motorbuch Verlag, 2002. — (Typenkompass series). — ISBN 3613022095.
- Niemann Harry. Personenwagen von Mercedes-Benz: Automobillegenden und Geschichten seit 1886. — Штутгарт: Motorbuch Verlag, 2006. — ISBN 3613025965.
- Pitt Colin. Mercedes-Benz W126 W140 W220. — Hockley, Essex, Великобритания: Unique Motor Books, 2002. — ISBN 1841555150.
- Röcke Matthias. Das große Mercedes-S-Klasse-Buch: alle Modellreihen von W 108 bis W 140 (1965 bis heute). — Кёнигсвинтер, Германия: Heel, 1991. — ISBN 3893652345.
- Röcke Matthias. Das neue große Mercedes-S-Klasse-Buch. — Кёнигсвинтер, Германия: Heel, 2003. — ISBN 3898801586.
- Schlegelmilch Rainer W., Lehbrink Hartmut, Jochen von Osterroth. Mercedes. — Кёнигсвинтер, Германия: Ullmann Publishing, 2013. — ISBN 9783848002672.
- Kevin Smith. Mercedes-Benz 500SEC // Car and Driver. — 1993. — Март. — С. 45–49.

### Сервисные книги, руководства пользователя
- Ширяев Ф. Mercedes-Benz S-класс серия W-140. Руководство по эксплуатации, ремонту и техническому обслуживанию. — Атлас-Пресс, 2004. — 312 с. — (Ремонт автомобилей). — 1000 экз. — ISBN 5-9545-0016-9.
- Mercedes-Benz Technical Companion. — Кембридж, США: Bentley Publisher, 2005. — ISBN 9780837610337.